# Campionati europei di atletica leggera 2018 - 1500 metri piani femminili
I 1500 metri piani femminili ai campionati europei di atletica leggera 2018 si sono svolti tra il 10 e il 12 agosto 2018.

## Podio
| Oro     | Laura Muir Gran Bretagna      |
| Argento | Sofia Ennaoui Polonia         |
| Bronzo  | Laura Weightman Gran Bretagna |

## Record
Prima di questa competizione, il record del mondo (RM), il record europeo (EU) ed il record dei campionati (RC) erano i seguenti:
| Record                | Prestazione | Atleta                              | Data                                        | Competizione |
| --------------------- | ----------- | ----------------------------------- | ------------------------------------------- | ------------ |
| Record mondiale       | 3'50"07     | Genzebe Dibaba Etiopia              | 17 luglio 2015 Monaco, Principato di Monaco |              |
| Record europeo        | 3'52"47     | Tat'jana Kazankina Unione Sovietica | 13 agosto 1980 Zurigo, Svizzera             |              |
| Record dei campionati | 3'56"91     | Tat'jana Tomašova Russia            | 13 agosto 2006 Göteborg, Svezia             | Europei 2006 |

## Risultati

### Batterie
Passano alla finale le prime quattro atlete di ogni batteria (Q) e le quattro atlete con i migliori tempi tra le escluse (q).
| Pos. | Batteria | Nome                | Nazionalità   | Tempo   | Note                                     |
| ---- | -------- | ------------------- | ------------- | ------- | ---------------------------------------- |
| 1    | 2        | Sofia Ennaoui       | Polonia       | 4'08"60 | Q                                        |
| 2    | 2        | Laura Weightman     | Gran Bretagna | 4'08"74 | Q                                        |
| 3    | 2        | Marta Pérez         | Spagna        | 4'08"85 | Q                                        |
| 4    | 2        | Hanna Hermansson    | Svezia        | 4'08"98 | Q                                        |
| 5    | 2        | Simona Vrzalová     | Rep. Ceca     | 4'09"11 | q                                        |
| 6    | 1        | Laura Muir          | Gran Bretagna | 4'09"12 | Q                                        |
| 7    | 2        | Darja Barysiewicz   | Bielorussia   | 4'09"32 | q                                        |
| 8    | 1        | Ciara Mageean       | Irlanda       | 4'09"35 | Q                                        |
| 9    | 1        | Marta Pen           | Portogallo    | 4'09"40 | Q                                        |
| 10   | 2        | Diana Mezuliáníková | Rep. Ceca     | 4'09"98 | q                                        |
| 11   | 1        | Angelika Cichocka   | Polonia       | 4'10"04 | Q                                        |
| 12   | 1        | Esther Guerrero     | Spagna        | 4'10"14 | q                                        |
| 13   | 1        | Elise Vanderelst    | Belgio        | 4'10"30 |                                          |
| 14   | 1        | Kristiina Mäki      | Rep. Ceca     | 4'10"35 | Miglior prestazione personale stagionale |
| 15   | 1        | Jemma Reekie        | Gran Bretagna | 4'10"35 |                                          |
| 16   | 2        | Solange Pereira     | Spagna        | 4'10"63 |                                          |
| 17   | 1        | Sara Kuivisto       | Finlandia     | 4'11"39 |                                          |
| 18   | 2        | Caterina Granz      | Germania      | 4'11"46 |                                          |
| 19   | 1        | Diana Sujew         | Germania      | 4'12"08 |                                          |
| 20   | 1        | Anna Silvander      | Svezia        | 4'12"61 |                                          |
| 21   | 2        | Delia Sclabas       | Svizzera      | 4'13"47 |                                          |
| 22   | 1        | Claudia Bobocea     | Romania       | 4'16"20 |                                          |
| 23   | 2        | Amela Terzić        | Serbia        | 4'17"22 |                                          |
| 24   | 2        | Natalia Evangelidou | Cipro         | 4'25"91 |                                          |

### Finale
| Pos. | Nome                | Nazionalità   | Tempo   | Note                          |
| ---- | ------------------- | ------------- | ------- | ----------------------------- |
|      | Laura Muir          | Gran Bretagna | 4'02"32 |                               |
|      | Sofia Ennaoui       | Polonia       | 4'03"08 |                               |
|      | Laura Weightman     | Gran Bretagna | 4'03"75 |                               |
| 4    | Ciara Mageean       | Irlanda       | 4'04"63 |                               |
| 5    | Simona Vrzalová     | Rep. Ceca     | 4'06"47 |                               |
| 6    | Marta Pen           | Portogallo    | 4'06"54 |                               |
| 7    | Hanna Hermansson    | Svezia        | 4'07"16 | Miglior prestazione personale |
| 8    | Darja Barysiewicz   | Bielorussia   | 4'07"52 |                               |
| 9    | Marta Pérez         | Spagna        | 4'07"65 |                               |
| 10   | Diana Mezuliáníková | Rep. Ceca     | 4'07"82 |                               |
| 11   | Esther Guerrero     | Spagna        | 4'09"88 |                               |
| 12   | Angelika Cichocka   | Polonia       | 4'10"93 |                               |